# Aprilie 2011
Acest articol este generat integral pe baza informațiilor din articolul 2011 și este actualizat periodic de un robot.
 Editările făcute în articol vor fi șterse la următoarea actualizare! Dacă doriți să faceți modificări, editați articolul-sursă.

ianuarie -
februarie -
martie -
aprilie -
mai -
iunie -
iulie -
august -
septembrie -
octombrie -
noiembrie -
decembrie
Aprilie 2011 a fost a patra lună a anului și a început într-o zi de vineri.

## Evenimente

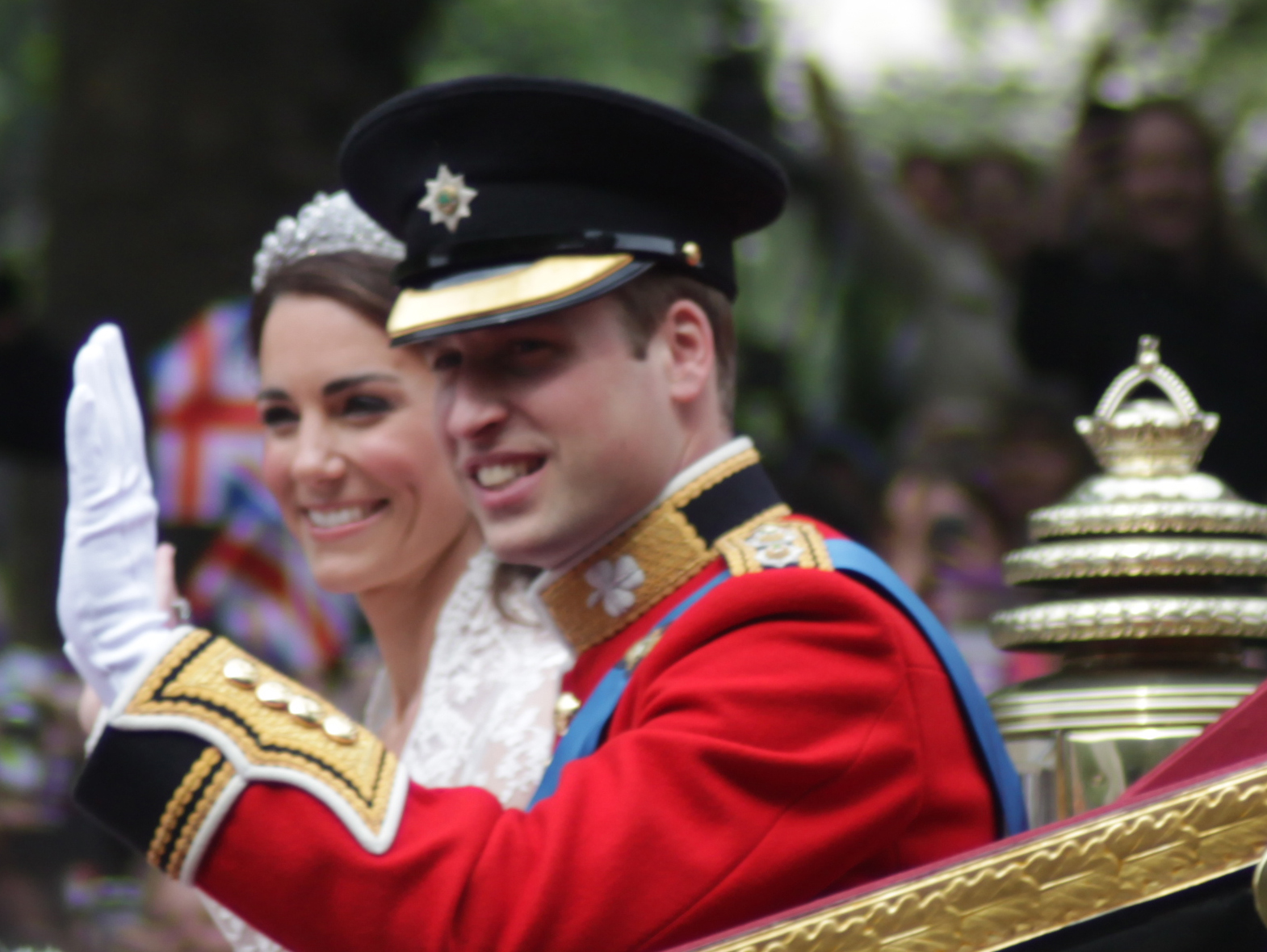
29 aprilie: Căsătoria Prințul William cu Kate Middleton.

- 3 aprilie: Bilanțul oficial provizoriu al cutremurului și a valului seismic din Japonia: 11.938 decese și 15.748 dispăruți.[1] TEPCO încearcă să elimine apa cu nivel înalt de radioactivitate, din care o parte s-a deversat deja în ocean, printr-o breșă de 20 centimetri produsă într-un bazin legat de reactorul 2.
- 7 aprilie: Un cutremur cu magnitudinea de 7,1 Richter care a lovit coasta de nord est a Japoniei a dus la decesul a 2 persoane și rănirea a 100 de oameni. Cutremurul a fost identificat ca o replică a cutremurului din 11 martie.[2]
- 7 aprilie: Un român a câștigat la licitația de la Paris un set de manuscrise și documente ale lui Emil Cioran cu 405.000 de euro fără taxe.[3]
- 11 aprilie: Intră în vigoare în Franța legea care interzice purtarea articolelor vestimentare care ascund fața femeilor (niqab, burqa) în locurile publice. Franța este a doua țară europeană după Belgia care aplică o astfel de interdicție.[4]
- 12 aprilie: Agenția japoneză de energie atomică a decis ridicarea gradului de gravitate al accidentului nuclear de la Fukushima Daiichi de la 5 la 7, nivel maxim pe scara internațională a accidentelor nucleare (INES), la fel ca și catastrofa de la Cernobîl din 1986.[5]
- 18 aprilie: A 19-a ediție a premiilor UNITER.
- 19 aprilie: Fidel Castro, care a condus Cuba timp de 49 de ani, până când s-a retras în 2008, din cauza problemelor de sănătate, a demisionat oficial din postul de secretar general al Partidului Comunist din Cuba. Noul secretar general a devenit fratele său, Raul Castro.
- 22 aprilie: Fregata Regele Ferdinand a plecat din Constanța în operațiunea NATO "Unified Protector" de impunere a unui embargo privind armele împotriva Libiei. Este pentru prima dată după cel de-al Doilea Război Mondial când forțele navale române sunt angrenate într-o misiune reală de luptă.[6]
- 29 aprilie: Are loc, la catedrala Westminster din Londra, căsătoria Prințului William cu Kate Middleton.

## Decese
- 5 aprilie: Baruch Samuel Blumberg, 85 ani, doctor american, laureat al Premiului Nobel (1976), (n. 1925)
- 5 aprilie: Cristian Ion Gheorghe Ciucu, 57 ani, fizician român (n. 1953)
- 5 aprilie: Juci Komlós, 92 ani, actriță maghiară (n. 1919)
- 7 aprilie: Victor Surdu (Raul Victor Surdu-Soreanu), 63 ani, om politic român, ministru al agriculturii (1989-1990), (n. 1947)
- 8 aprilie: Hedda Sterne, 100 ani, artistă română (n. 1910)
- 8 aprilie: Alex. Leo Șerban, 51 ani, critic de film, român (n. 1959)
- 9 aprilie: Sidney Lumet, 86 ani, regizor și scenarist american (n. 1924)
- 12 aprilie: Ioan M. Anton, 86 ani, inginer român (n. 1924)
- 12 aprilie: Ioan Șișeștean, 74 ani, episcop român (n. 1936)
- 14 aprilie: William Lipscomb (n. William Nunn Lipscomb, jr.), 91 ani, chimist american, laureat al Premiului Nobel (1976), (n. 1919)
- 18 aprilie: Olubayo Adefemi, 25 ani, fotbalist nigerian (n. 1985)
- 21 aprilie: Liviu Alexandru Mera, 74 ani, deputat român (n. 1936)
- 21 aprilie: Yoshiko Tanaka (n. Yoshiko Odate), 55 ani, actriță japoneză (n. 1956)
- 23 aprilie: Ioana Nemeș, 32 ani, artist plastic român (n. 1979)
- 23 aprilie: Mohammad Abdus Sattar, 85 ani, fotbalist indian (n. 1925)
- 24 aprilie: Sathya Sai Baba, 84 ani, mistic indian (n. 1926)
- 28 aprilie: Margareta Giurgea, 96 ani, fizician român (n. 1915)
- 30 aprilie: Ernesto Sábato (Ernesto Sabato Ferrari), 99 ani, scriitor argentinian (n. 1911)